# Restauranttram
Een restauranttram is een tram die is omgebouwd tot rijdend restaurant. Tijdens de maaltijd worden de gasten door de stad gereden. Het eerste tramrestaurant reed in Melbourne.

## Europa

### België
Brussel
In 2012 begon de Tram Experience in Brussel. Het is het enige tramrestaurant met sterrenkoks. Een 2-sterrenkok verzorgt de hapjes en het voorgerecht en een andere 2-sterrenkok verzorgt het hoofdgerecht. Alles speelt zich af in een strak decor uit de 21-ste eeuw. In 2014 zijn dit Gaetan Colin (Restaurant Jaloa) en Stefan Jacobs (Restaurant VaDouxVent). De tram is ruim vijftig jaar oud en heeft 34 plaatsen. Het interieur is nu strak wit en er is blauwe neonverlichting. De route start op het Poelaertplein.

### Italië
Milaan
In Milaan rijden sinds 2007 twee restauranttrams, de ATMosfera 1 en 2. De route start op de Piazza Castello. De ouderwetse tram heeft een retro inrichting met 24 plaatsen. Er is keuze uit drie menu's (vis, vlees, vegetarisch) met Milanese specialiteiten. 

### Nederland
Den Haag

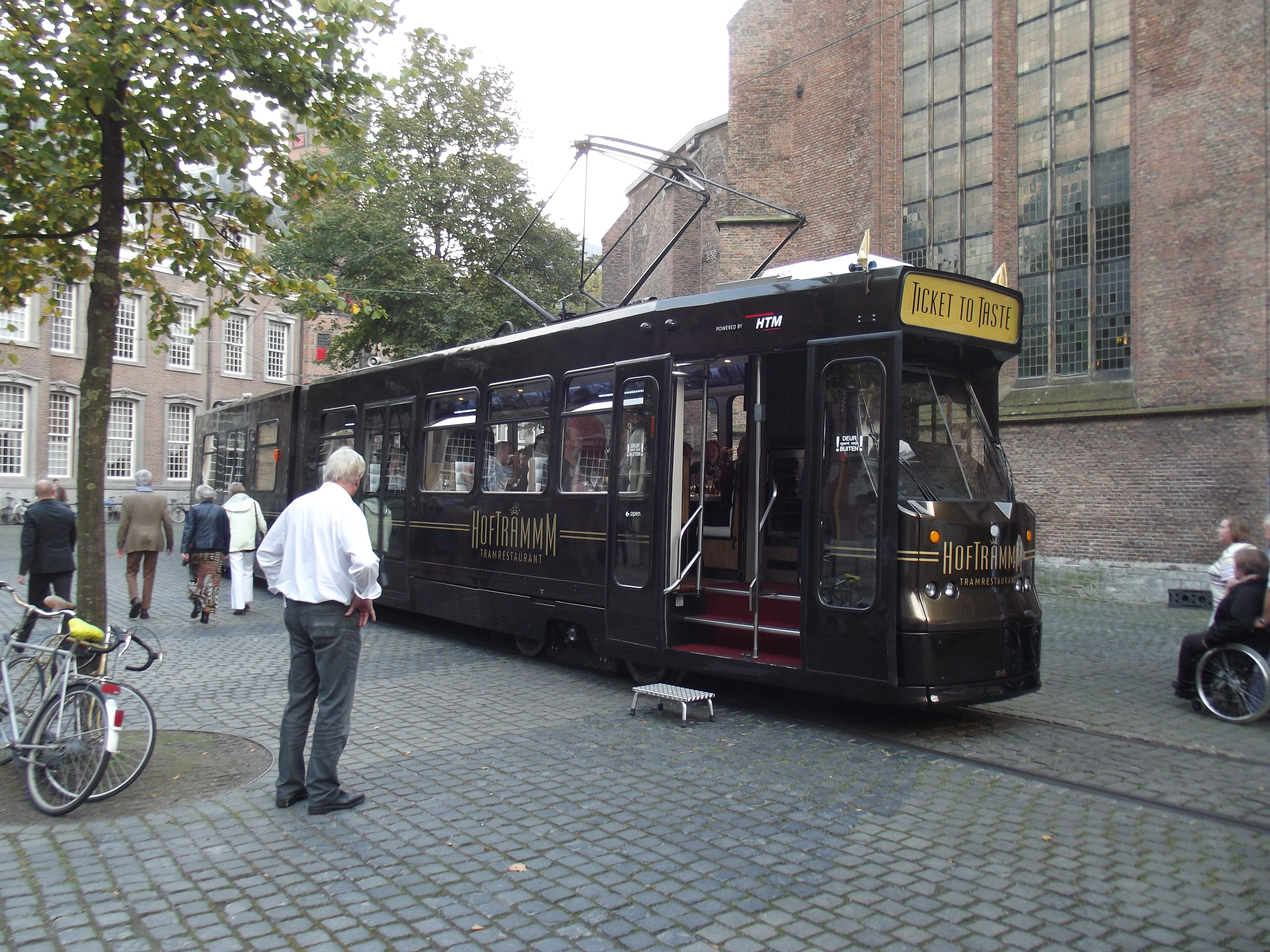
De Hoftrammm in Den Haag

Op 11 mei 2014 is de Hoftrammm gaan rijden.  Bobby van Galen heeft door middel van crowdfunding het benodigde geld ingezameld. Hiervoor is GTL-tram 3035 van de HTM verbouwd, zwart geschilderd en voorzien van gouden letters. Hij wordt bij het HOVM gestald. De route begint en eindigt bij station Voorburg; onderweg kan rustig een 4-gangen menu gegeten worden, er is geen kindermenu. 
Rotterdam
De eerste restauranttram in Rotterdam werd gepresenteerd door stichting Snerttram en restaurant Brazzo. Er werd een oude gelede tram 606 gebruikt. De trambanken waren met groen leer bekleed, er was ruimte voor 36 gasten. Tijdens de rondrit van 2,5 uur werd ook het trammuseum bezocht.
Sinds eind juni 2018 reed er een tweede restauranttram door Rotterdam, dit was een particulier initiatief onder de naam RotterTram. Het voertuig was een dubbelgelede Düwag-tram uit 1969 die was omgebouwd tot een tramrestaurant voor maximaal 44 gasten. De witgroene RotterTram reed standaard vijf avonden per week een dinerrit.
Beide trams moesten op 5 oktober 2023 stoppen omdat de RET van het onderhoud van de trams af wilde en daarom het bruikleencontract dat op 31 augustus 2023 afliep niet verlengde. Het gevolg is dat er vanaf die datum geen restauranttram meer rijdt in Rotterdam, de RotterTram is op 27 december 2024 overgebracht naar Amsterdam en daar opgeslagen.

### Zwitserland
Bern
Restaurant-Tram 647 kan met of zonder aanhanger rijden en heeft dan 16 of 34 zitplaatsen. Het tramrijtuig werd in 1935 gemaakt.

## Oceanië

### Australië
Melbourne
In 1983 werd in Melbourne The Colonial Tramcar Restaurant gelanceerd. De inrichting van de tram is geheel in koloniale stijl met rode pluche banken.  

### Nieuw-Zeeland
Christchurch
De Tramway Restaurant rijdt dagelijks maar alleen in de zomermaanden.